# Leptolalax pelodytoides
Espèce
Synonymes
- Leptobrachium pelodytoides Boulenger, 1893

Statut de conservation UICN

 LC  : Préoccupation mineure
Leptolalax pelodytoides est une espèce d'amphibiens de la famille des Megophryidae.

## Répartition
Cette espèce est endémique du Sud-Est de l'Asie. Elle se rencontre entre 200 et 1 900 m d'altitude :
- dans l'est de la Birmanie ;
- dans le sud de la République populaire de Chine dans la province du Yunnan.

## Publication originale
- Boulenger, 1893 : Concluding report on the reptiles and batrachians obtained in Burma by Signor L. Fea, dealing with the collection made in Pegu and the Karin Hills in 1887–88. Annali del Museo Civico di Storia Naturale di Genova, sér. 2, vol. 13, p. 304–347 (texte intégral).